# Walter Douglas (gouverneur)
Walter Douglas of Baads (né en 1670 et mort en 1739), était un militaire britannique, capitaine général et gouverneur général des Îles-sous-le-Vent britanniques de 1711 à 1714.
Il est le grand-père de John St. Leger Douglas.

## Sources
- (en) Cet article est partiellement ou en totalité issu de l’article de Wikipédia en anglais intitulé « Walter Douglas (governor) » (voir la liste des auteurs).